# Kiyoteru Higuchi
Kiyoteru Higuchi (en japonés: 樋口 清輝, Kiyoteru Higuchi; 22 de marzo de 1981) es un deportista japonés que compitió en taekwondo.
Ganó una medalla de bronce en el Campeonato Mundial de Taekwondo de 2001 y tres medallas de bronce en el Campeonato Asiático de Taekwondo entre los años 2000 y 2008.

## Palmarés internacional
| Campeonato Mundial  | Campeonato Mundial   | Campeonato Mundial | Campeonato Mundial |
| Año                 | Lugar                | Medalla            | Categoría          |
| ------------------- | -------------------- | ------------------ | ------------------ |
| 2001                | Jeju (Corea del Sur) | Medalla de bronce  | –62 kg             |
| Campeonato Asiático |                      |                    |                    |
| Año                 | Lugar                | Medalla            | Categoría          |
| 2000                | Hong Kong (China)    | Medalla de bronce  | –58 kg             |
| 2002                | Amán (Jordania)      | Medalla de bronce  | –62 kg             |
| 2008                | Luoyang (China)      | Medalla de bronce  | –67 kg             |